# Presença (álbum de Jorge Camargo)
Presença é o terceiro álbum de estúdio do cantor brasileiro Jorge Camargo, lançado originalmente em 1996 de forma independente.
O disco foi produzido por César Elbert e contou com onze canções. Em 2006, ao comemorar 10 anos de lançamento, a gravadora VPC Produções decidiu relançar a obra com um novo projeto gráfico.

## Faixas
1. "Ajuntamento"
2. "Presença"
3. "Amolece o meu coração"
4. "Ceia"
5. "Maravilhoso amor"
6. "Daniel"
7. "Medley"
8. "O meu louvor"
9. "Viva chama"
10. "Prelúdio ao som do céu"
11. "Som do céu"